# Лукьянчиков, Леонид Васильевич
Леони́д Васи́льевич Лукья́нчиков (10 ноября 1924 — 5 февраля 2006) — участник Великой Отечественной войны, Герой Советского Союза.

## Биография
Родился в селе Большое Жирово (Курская область) в крестьянской семье. Окончил 8 средней классов школы. В Красной Армии с марта 1943 года. В июле того же года окончил школу младших командиров. В действующей армии с октября того же года.
Звание Героя было присвоено 24 марта 1945 г. за мужество и героизм при форсировании реки Неман (медаль № 8815). Участвовал в боях за Белоруссию. Во время боев за Гомель, Леонид Лукьянчиков был тяжело ранен (в ногу). Участвовал в разведывательных рейдах, в которых взял в плен 24 немецких солдата. Во время боев возле Минска уничтожил 16 солдат противника.
Во время форсирования Немана, первым (в своем батальоне) форсировал реку. На следующий день во время отражения контратак противника забросал гранатами танк противника. Звание Героя Советского Союза было присвоено 24 марта 1945 года за мужество и героизм при форсировании реки Неман (медаль № 8815).
Демобилизовался в 1945. Окончил Московский дорожно-строительный техникум в 1955 году а в 1959 году окончил Всесоюзный инженерно-строительный институт.
Жил в Москве. Умер в 2006 году. Похоронен на Митинском кладбище.